# 伊達邦賢
伊達 邦賢（だて くにかた）は、江戸時代後期の陸奥国仙台藩一門第九席・川崎伊達家7代当主。

## 生涯
天保8年（1837年）、川崎伊達家6代当主・伊達邦和の嫡男として誕生。
天保14年（1843年）閏9月、父・邦和の死去により、家督と知行2000石を相続し、陸奥国柴田郡川崎邑主となる。藩主・伊達慶邦の偏諱を受け主殿邦賢と名乗った。
慶応2年（1867年）4月、1000石の加増を受け知行3000石となる。慶応4年（1868年）の戊辰戦争における仙台本藩の敗戦により、先祖代々の知行地・川崎領を没収される。
明治10年（1877年）、西南戦争の際に、息子の基煕、煕信と旧臣5人を率いて徴募に応じ、大隊の指揮を執って戦う。戦後は東京に移住し、伊達伯爵家（旧藩主家）や警視庁の剣道師範を務めた。
明治14年（1881年）12月3日東京で死去。享年45。